# Ritza Brown
Ritza Brown (29 settembre 1956) è un'attrice e produttrice cinematografica statunitense.

## Biografia
Ritza Brown inizia la sua carriera recitando in ruoli secondari in alcuni lungometraggi alla fine degli anni '70. Nel 1980 ha impersonato l'attrice Sophia Loren da giovane nel film Sophia Loren: Her Own Story. L'anno seguente, interpreta il ruolo di Teresina Gramsci in tre puntate della miniserie TV Vita di Antonio Gramsci.
Nel 1982 ha avuto un ruolo da protagonista in Ator l'invincibile al fianco di Miles O'Keeffe e Sabrina Siani. Nel 1985 ha recitato nella serie televisiva Jenseits der Morgenröte.
Nel 1987 termina la sua esperienza nella recitazione cinematografica con il ruolo di Gina nel film Grand Larceny.
Dagli anni '90 lavora come produttrice cinematografica. Nel 1990 è stata produttrice associata del film La voce della luna e nel 1996 ha coprodotto Una tigre bianca per Siegfried e Roy, una mini serie televisiva sui due maghi.

## Filmografia

### Cinema
- Canne mozze, regia di Mario Imperoli (1977)
- Al di là del bene e del male, regia di Liliana Cavani (1977) - non accreditata
- Contro 4 bandiere, regia di Umberto Lenzi (1979)
- Buone notizie, regia di Elio Petri (1979)
- La familia, bien, gracias, regia di Pedro Masó (1979)
- La terrazza, regia di Ettore Scola (1980)
- Storia senza parole, regia di Biagio Proietti (1981)
- Ator l'invincibile, regia di Joe D'Amato (1982)
- Monsignore (Monsignor), regia di Frank Perry (1982)
- Tuareg - Il guerriero del deserto, regia di Enzo G. Castellari (1984)

### Televisione
- Sophia Loren: Her Own Story, regia di Mel Stuart – film TV (1980)
- Vita di Antonio Gramsci, regia di Raffaele Maiello – miniserie TV, 3 puntate (1981)
- Nata d'amore, regia di Duccio Tessari – miniserie TV, 3 puntate (1984)[3]
- Jenseits der Morgenröte, regia di Sigi Rothemund – miniserie TV, 6 puntate (1985)[4]
- Screen Two – serie TV, episodio 2x01 (1986)
- Urlaub auf italienisch – serie TV, episodio 1x04 (1986)
- Grand Larceny, regia di Jeannot Szwarc – film TV (1987)

### Produttrice
- La voce della Luna, regia di Federico Fellini (1990) - produttrice associata
- Cellini - Una vita scellerata, regia di Giacomo Battiato - miniserie TV, 3 puntate (1990)
- L'amore necessario, regia di Fabio Carpi (1991) - produttrice associata
- Tragica conseguenza (Coma), regia di Denys Granier-Deferre (1993) - produttrice associata
- Tzaleket, regia di Haim Bouzaglo (1994)
- Una tigre bianca per Siegfried e Roy (Siegfried & Roy: Masters of the Impossible) – serie TV, 4 episodi (1996)
- Un secolo di scrittori (Un siècle d'écrivains) – serie TV, 1 episodio (1996)